# Yanoye
Yanoye (Yanoyé-Yenga ou Yenga) é uma vila no Nana-Mambéré, República Centro-Africana. Está a 18 quilômetros (11,2 mi) de Bouar e na estrada principal (RN3) entre Bouar e Garoua Boulaï nos Camarões.